# ديمتري خوميش
ديمتري خوميش (بالروسية: Хомич, Дмитрий Николаевич)‏ (4 أكتوبر 1984 بفلاديقوقاز في روسيا - ) هو لاعب كرة قدم روسي في مركز حراسة المرمى. شارك مع منتخب روسيا تحت 21 سنة لكرة القدم. أما مع النوادي، فقد لعب مع أمكار بيرم وسبارتاك فلاديكافكاز وسبارتاك موسكو ونادي كايرات وFC Mozdok ‏ وسبارتاك نالتشيك.

## وصلات خارجية
- ديمتري خوميش على موقع الاتحاد الأوربي (الإنجليزية)
- ديمتري خوميش على موقع قاعدة بيانات كرة القدم.إي يو (الإنجليزية)
- ديمتري خوميش على موقع Soccerway.com (الإنجليزية)
- ديمتري خوميش على موقع عالم كرة القدم.نت (الإنجليزية)